# Carnaval op Curaçao
Carnaval is het populairste en langst durende feest op het eiland Curaçao. Het feest vindt plaats voor de vastenperiode die naar het paasfeest leidt en duurt twee maanden met als hoogtepunt de laatste week. De precieze datum van het carnaval verschilt per jaar.

## Oorsprong
Hoewel het waarschijnlijk al veel eerder dan de christelijke traditie bestond, staat carnaval vooral bekend als een katholiek feest waarbij veel gedanst, gegeten en gedronken wordt. Al eeuwen geleden werden er in Italië vlak voor de vastentijd wilde gemaskerde bals gehouden. Omdat katholieken geen vlees mogen eten tijdens het vasten, werd het feest Carne Vale (afzien van vlees) genoemd. De gemaskerde bals werden steeds populairder en vonden langzaam maar zeker hun weg naar Frankrijk, Portugal en Spanje. Door kolonisatie verspreidde het feest zich - met de tradities die wij nu nog herkennen in het Curaçaose carnaval – over de hele wereld.
Doordat er op Curaçao zoveel verschillende culturen bij elkaar waren gekomen, maakte het feest een bijzondere ontwikkeling door. Zo waren er de Nederlandse kolonisten, de immigranten uit Aziatische landen, de Creoolse middenklasse in de stad, de mensen van de Oost-Caribische eilanden en (de afstammelingen van de) Afrikaanse slaven die allen hun eigen cultuur en tradities verwerkten in het feest. Evenals de arbeidersopstand van trinta di mei kwam het volgens antropologe Rose Mary Allen voort uit het steeds sterker wordende zelfbewustzijn over de Afro-Curaçaose identiteit. Het is een feest van eenheid.

## Ontwikkeling
Hoewel de wortels van het carnaval in Italië en Frankrijk al in de vroege middeleeuwen te vinden zijn, heeft het op Curaçao nog een hele tijd geduurd voordat het het volksfeest werd, zoals men dat nu kent. De Katholieke Kerk begon al in 1824 aan een intensieve missie op de Antillen, maar van carnaval als wijdverbreid volksfeest op Curaçao is pas sprake vanaf 1961. Wel zijn er vanaf het eind van de jaren veertig al carnavalsfeesten bekend. Het was toen echter een feest van en voor de elite. Het waren vaak kleine, besloten feestjes in clubverband waarvoor je uitgenodigd moest worden.
Eind jaren vijftig ontstond er onder het volk de wens carnaval uit het besloten circuit te halen. Dit heeft heel wat voeten in de aarde gehad omdat het aanvankelijk verboden was op straat feest te vieren. Bovendien stuitte men op verzet bij de al bestaande clubs: die wilden hun eigen feestjes blijven vieren. Na veel onderhandelingen met de clubs en het aanvragen van vergunningen, vond het carnaval voor de gehele bevolking voor het eerst plaats in 1961. Sindsdien is het niet meer weg te denken uit het Curaçaose bestaan.

## Carnavalsgroepen en hun voorbereiding
De verschillende carnavalsgroepen zorgen elk jaar voor weer een spetterende belevenis. Wanneer het carnaval nog maar net is afgelopen, zijn zij alweer bezig met het carnaval voor het jaar daarop. De voorbereidingen voor het grootste feest van het jaar vergen veel inspanning, energie en geld en vroegtijdig beginnen is dus noodzakelijk.
Allereerst wordt er een thema gekozen. Wanneer dat is vastgesteld, wordt er gebrainstormd wat ermee gedaan wordt en wat de groep met het thema wil laten zien. Vervolgens worden de kostuums ontworpen: een mannelijk kostuum, een vrouwelijk kostuum en soms ook individuele kostuums. Als deze ontwerpen zijn gemaakt, worden de materialen ingeslagen. Daarbij is het geen uitzondering uit te wijken naar steden als New York of Port of Spain (Trinidad). Wanneer de stoffen zijn gearriveerd, gaan honderden mensen aan de slag om de kostuums te maken. Dit alles gebeurt in een tijdsbestek van maanden en in het geheim: niemand wil dat de thema’s en kostuums eerder naar buiten komen dan op de dag van de grote intocht.
Meedoen aan carnaval kost veel geld. Een normaal kostuum kost al snel nafl 800,-: ongeveer 400 euro. Voor een specialer kostuum moet meer neergeteld worden. En alleen een kostuum is niet voldoende. Sommige mensen sparen een heel jaar om mee te kunnen doen. De groepen moeten het doen met het geld van hun leden en sponsoren. Als dat alles niet genoeg blijkt, worden er fundraisingactiviteiten georganiseerd om geld in te zamelen.

## De viering
Het carnaval beslaat ongeveer twee maanden (vaak eind januari, februari, begin maart) en wordt ingeluid met het kiezen van de Prins, de Pancho en de koningin. De competitie, georganiseerd door FUDEKA, is zwaar en de trajecten die de deelnemers van tevoren moeten afleggen eisen heel wat inzet. Prins, Pancho en koningin worden in drie groepen verkozen: bij kinderen, bij tieners en bij de volwassenen.

### Prins & Pancho
Prins & Pancho zijn altijd een duo. Iemand wordt niet zomaar Prins of Pancho. Allereerst worden er binnen de carnavalsgroepen en scholen afgevaardigden gekozen. Alle duo’s moeten een presentatie houden waarin zij hun boodschap over carnaval naar voren brengen, hun creativiteit laten zien, hun originaliteit en humor tonen en bewijzen hoe goed ze op elkaar zijn ingespeeld. Als de groepen en scholen eruit zijn wie de afgevaardigden zullen worden, begint de competitie. De regels zijn streng, want Prins & Pancho-zijn is niet zomaar wat: tijdens het carnaval zijn zij de sleuteldragers van de stad en openen zij het officiële carnaval.

### Koningin
Net als de Prins & Pancho moeten de carnavalskoninginnen een presentatie geven. Ook zij moeten een duidelijke boodschap hebben. Daarnaast gaat het om uitstraling, kwaliteit en talent. Anders dan bij de Prins & Pancho gaat het bij de koninginnen ook om hun carnavalskostuum en om hun verschijning in een galajurk. De uiteindelijke carnavalskoningin gaat ook mee naar het zomercarnaval in Rotterdam en zij dingt mee naar de titel van International Queen of Carnival, een wedstrijd die door het eiland zelf in het leven is geroepen.

### Hofhouding
Binnen de verschillende titels worden meerdere prijzen uitgeloofd. Zo zijn er een Prins & Pancho die het meest dynamisch zijn, het meeste talent hebben, de eerste finalisten en de titel Prins & Pancho van het jaar. Hetzelfde geldt voor de koningin: naast de carnavalskoningin van het jaar, worden ook de eerste en tweede finaliste uitgeroepen, de populairste koningin, de sympathiekste en de meest getalenteerde.
Omdat deze prijzen binnen drie groepen worden uitgeroepen (kinderen, tieners en volwassenen), wordt er elk jaar een hele hofhouding aan Prinsen, Pancho’s en koninginnen geformeerd.

### Eer en prijzen
Naast het feit dat het vooral om de eer gaat, krijgen de winnaars ook geldprijzen en prijzen die ter beschikking worden gesteld door de sponsoren. Naast de Prins & Pancho en de koningin, kunnen ook groepen prijzen winnen. Bijvoorbeeld die voor de beste praalwagen, de best gedecoreerde bar en de beste kostuums.

### Tumbafestival
Nadat de Prinsen & Pancho’s en de koninginnen eind januari zijn gekozen, start begin februari het tumbafestival. Tumba is een muziekstijl die nauw verwezen is met de geschiedenis van de Nederlandse Antillen omdat ze door Afrikaanse slaven werd meegebracht. De steelbandmuziek (instrumenten van zelfgemaakte spullen) heeft plaatsgemaakt voor de tumbamuziek, die vanaf 1971 als officiële carnavalsmuziek is aangewezen.
Het tumbafestival, georganiseerd door muziekorganisatie AMAK, neemt een week in beslag en is zeer populair onder de inwoners van Curaçao. Tijdens dit festival wordt het carnavalslied van het jaar uitgeroepen. De winnaar krijgt de felbegeerde koningstitel Rei(na) di tumba. Sinds de jaren tachtig bestaat er ook een kindertumbafestival.

### Kinder-, tiener- en paardenparade
Vlak voordat de belangrijkste week aanbreekt, vinden de kinderparade (basisscholen), de tienerparade (middelbare scholen) en de paardenparade plaats. Hierbij gaat het net als bij de volwassenparade om het thema, de kostuums en de mooi versierde wagens. Bij de paardenparade gaat het ook om de beheersing en de dressuur van de paarden.

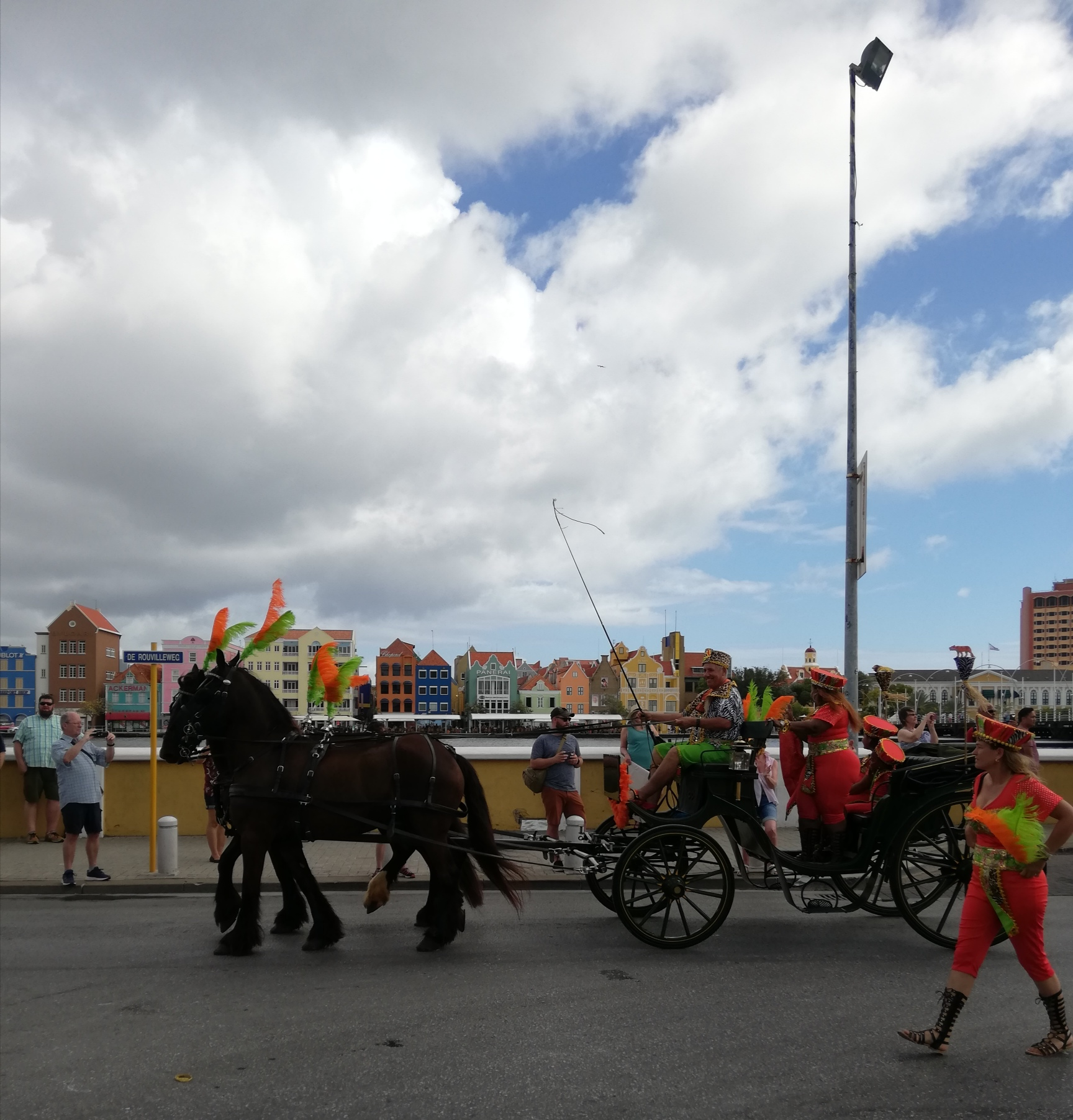
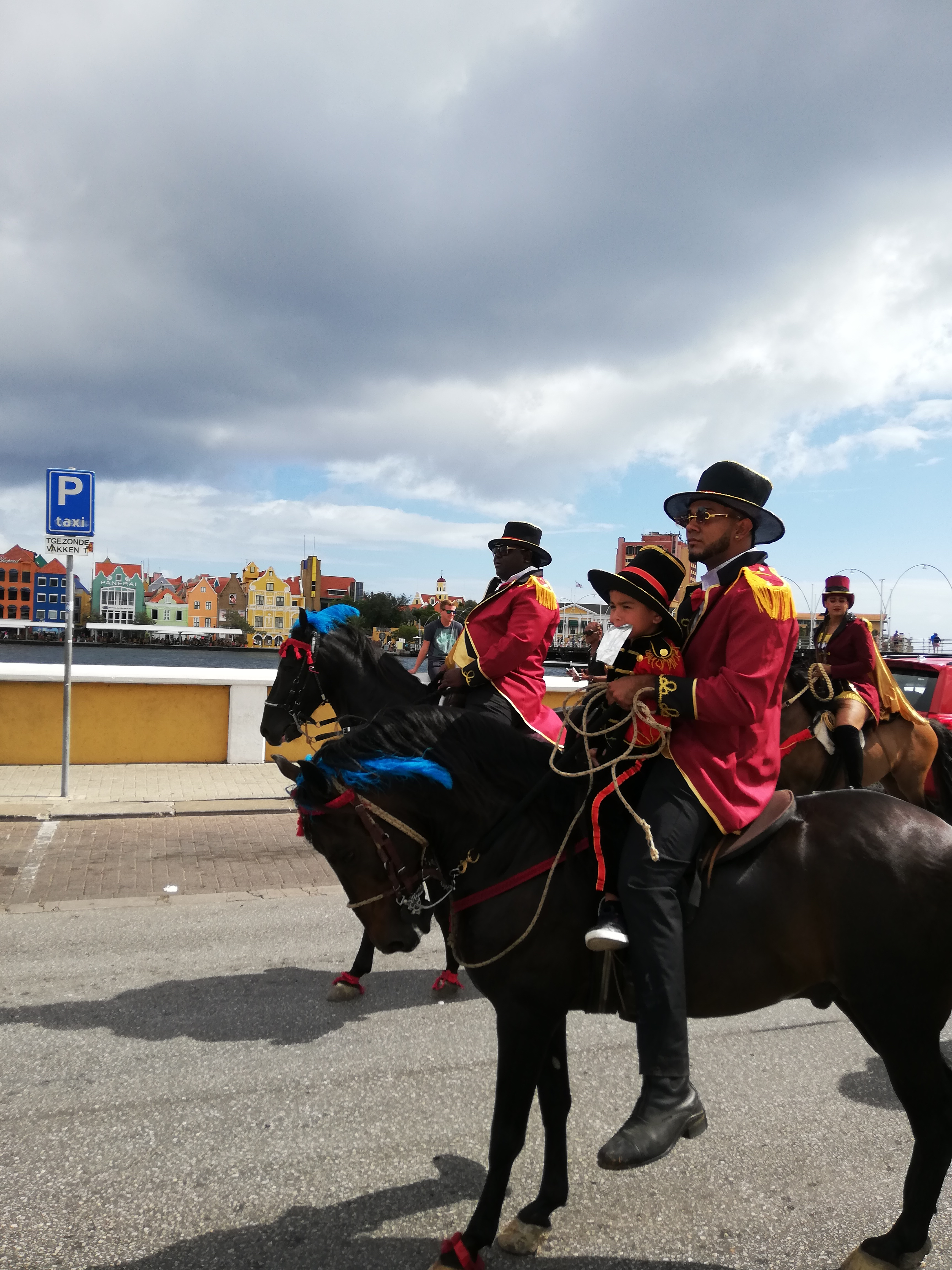
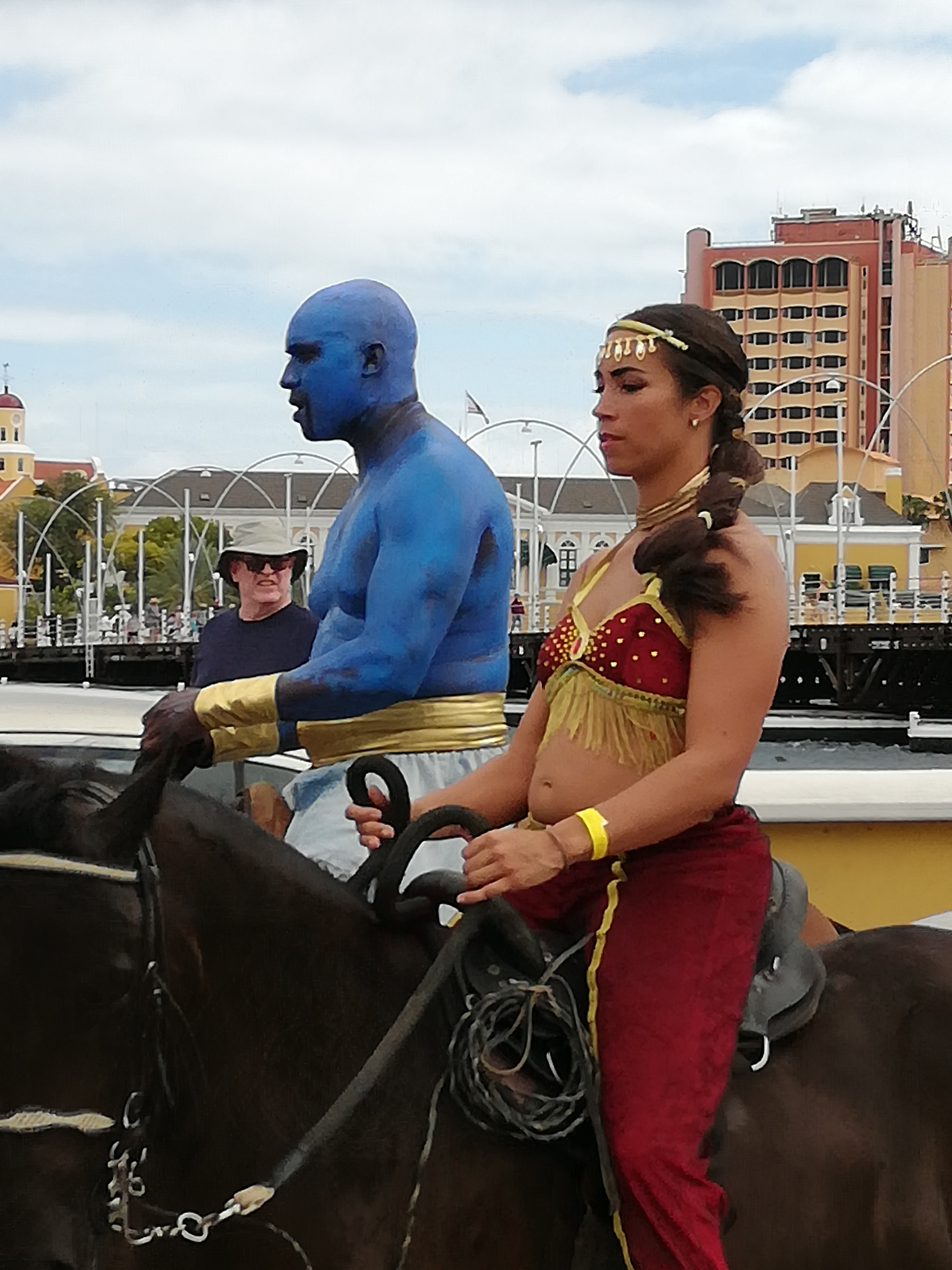
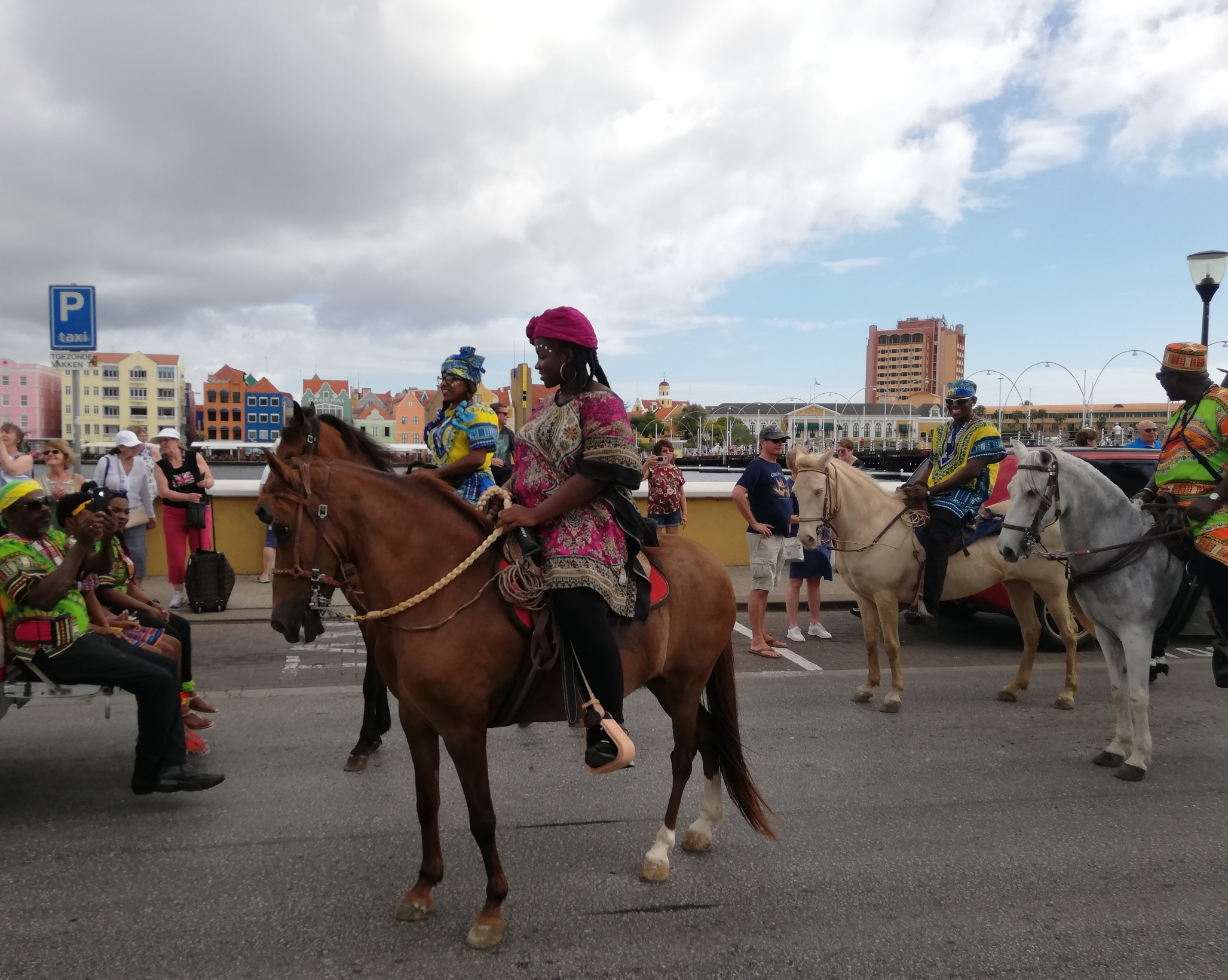
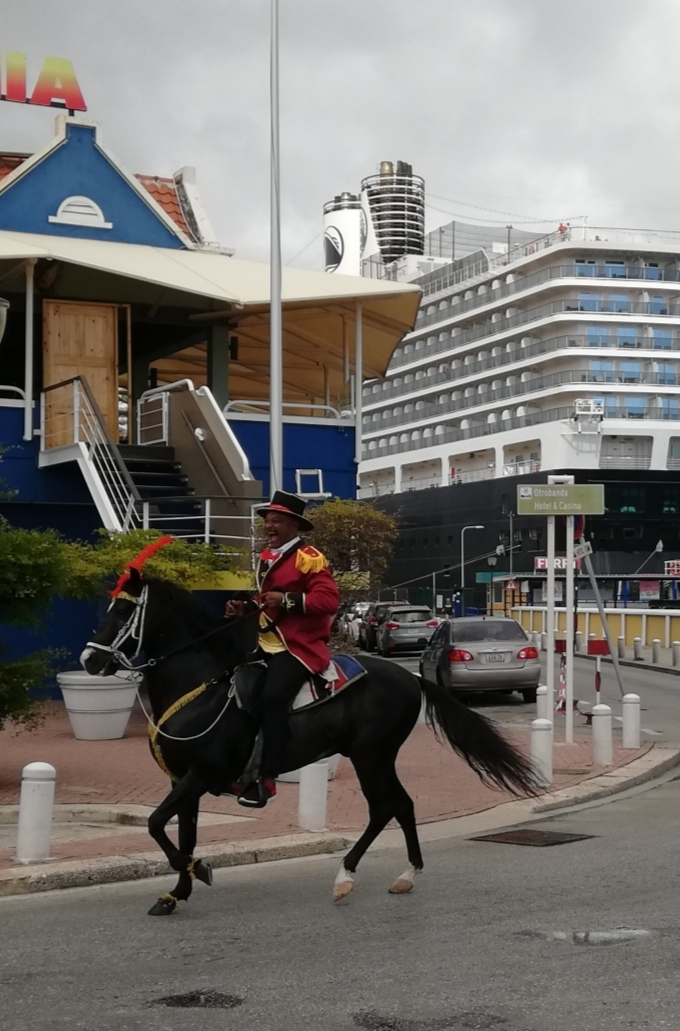

Paardenparade

### Carnaval voor de ouderen
Ook aan de ouderen is gedacht. In de week van hét carnaval is er een dag speciaal voor bejaarden die niet meer zelf naar het carnaval kunnen gaan kijken. Er wordt muziek gemaakt die men mee kan zingen en wie nog kan dansen, doet mee. Deze dag is voor het eerst georganiseerd in 2005 en er komen elk jaar rond de 350 ouderen op af.

### De belangrijkste week
Als alle vooroptochten, verkiezingen en festivals de revue hebben gepasseerd, breekt eind februari/begin maart de echte carnavalsweek aan, waarbij de Gran Marcha (de 6,5 km lange optocht voor volwassenen) sinds 1971 de hoofdrol speelt. Het hele eiland lijkt in beweging te komen om de groepen aan te moedigen die een heel jaar lang bezig zijn geweest met de wagens, de kostuums, de muziek en de versiering. Gemiddeld lopen er ongeveer dertig groepen mee van nationale, maar ook internationale afkomst. De grote optocht is een prachtig kleur- en muziekspektakel en dit zinderende straatfeest van urenlang uitbundig dansen en zingen, is dan ook het populairste onderdeel van het carnaval.

### Publiek
Om het carnavalsfeest te kunnen aanschouwen is het nodig een plaats langs de kant te kopen. Voor toeristen zijn er speciale tribunes, inwoners kunnen plekken kopen waar gebouwd en versierd mag worden. Vaak worden er zelfgemaakte tribunes en karren gemaakt vanwaar men de optocht kan bekijken. Deze plekken zijn vaak een gezellig samenzijn waar men muziek maakt, domino speelt en barbecuet. Vaak is het er de avond voor de grote optocht al erg gezellig.

### Afscheidsoptocht
Ook de afscheidsoptocht, de Marcha di Despedida, is populair. Deze optocht, die de laatste avond plaatsvindt, heeft een extra dimensie doordat de meeste groepen zichzelf en hun wagens met lichtjes versieren. De laatste uren van het carnaval staan in het teken van schitteren op straat.

### Rei Momo
Als de klok de laatste avond twaalf uur heeft geslagen, vindt de verbranding van de pop Rei Momo plaats. Dit is een belangrijk gebruik: de manier waarop Rei Momo uiteindelijk in elkaar valt, draagt een spirituele boodschap uit. In de Rei Momo zit vuurwerk, waardoor het verdrietige eind van het carnaval toch nog een feestelijk tintje krijgt.